# Wapen van Bernisse

Het wapen van Bernisse is op 9 december 1981 bij Koninklijk Besluit aan de gemeente Bernisse toegekend naar aanleiding van de gemeentelijke herindeling van 1 januari 1980, waarbij Abbenbroek, Oudenhoorn en Zuidland en delen van de gemeenten Geervliet (inclusief Simonshaven) en Heenvliet werden samengevoegd tot één nieuwe gemeente. Het wapen bleef in gebruik tot op 1 januari 2015 de gemeente samen met Spijkenisse opging in de nieuw gevormde gemeente Nissewaard. De leeuw en de kruisjes van Putten zijn in het wapen van Nissewaard opgenomen.

## Oorsprong
Het bleek niet mogelijk om de oude wapens op een goede wijze samen te voegen. Er is voor gekozen om de wapens van Voorne en Putten in het nieuwe wapen op te nemen, tegenover het symbool van de rivier Bernisse, die de voormalige eilanden Voorne en Putten vroeger scheidde. Deze paal kwam ook voor in de wapens van Geervliet en Zuidland. Het voorstel van de raad was om in het bovenste deel van het wapen de leeuw van Voorne en de kruisjes van Putten op te nemen in en in het onderste deel een paal voor de Bernisse. De gemeenteraad koos echter voor een verticaal gedeeld wapen. De broek van Abbenbroek, de hoorn van Oudenhoorn en de leeuw van Heenvliet kwamen niet meer terug.

## Blazoenering
De beschrijving van het wapen is als volgt: "Gedeeld : I doorsneden a in goud een omgewende aanziende leeuw van keel, getongd en genageld van azuur, b gedwarsbalkt van 6 stukken, azuur en goud, de balken van azuur beladen met 4,3 en 2 schuinkruisjes van zilver, II in zilver een paal van azuur. Het schild gedekt door een gouden kroon van 3 bladeren en 2 parels."
N.B. 
- de heraldische kleuren in de schilden zijn: goud (geel), keel (rood), azuur (blauw) en zilver (wit).
- met "omgewend" bedoelt men dat de leeuw naar links gericht is (vanuit de persoon achter het schild gezien). Gebruikelijk is dat de heraldische stukken naar rechts (voor de toeschouwer naar links) zijn gericht.

## Verwante wapens
Wapens waarvan elementen in het wapen van de gemeente Bernisse zijn opgenomen:

Het wapen van de familie van Voorne, met een aanziende klimmende leeuw
Het wapen van de heerlijkheid Putten
Het wapen van Zuidland, met het symbool van de Bernisse
Het wapen van Geervliet, idem
Het wapen van Nissewaard